# Suli An
Le Suli An (en macédonien Сули ан) est un ancien caravansérail de Skopje, capitale de la Macédoine du Nord. Il se trouve dans le vieux bazar. Il est mentionné pour la première fois en 848 après l'Hégire, soit en 1444 ou 1445. Il est parfois appelé le vieux caravansérail, et doit probablement son nom de Suli (« humide » ou « détrempé ») à la Serava, une petite rivière qui coulait autrefois à proximité.
Le caravansérail comprend une cour fermée, entourée d'une galerie à deux niveaux. Les 27 salles du rez-de-chaussée servaient d'entrepôts et les 30 salles de l'étage servaient d'auberge pour les commerçants voyageurs. Comme la plupart des monuments anciens de Skopje, il a subi les tremblements de terre de 1555 et 1963 ainsi que le grand incendie de 1689, et ne contient presque plus d'éléments d'origine. Il est ainsi impossible de connaître son agencement et son toit originaux.
Le Suli An a perdu sa fonction de caravansérail à la fin du XIXe siècle, lorsqu'il n'a plus servi que d'entrepôt. Il abrite aujourd'hui l'Académie des Beaux-Arts ainsi que le musée du Vieux Bazar, une antenne du musée de la ville de Skopje.